# Gertrude Hermes
Gertrude Anna Bertha Hermes (Bickley, Kent, 18 de agosto de 1901-Bristol, 9 de mayo de 1983) fue una grabadora y escultora británica. Formó parte de la English Wood Engraving Society (durante los años 1925 –1931) y expuso con la Society of Wood Engravers, la Royal Academy of Arts y The London Group durante la década de 1930.

## Trayectoria
Gertrude Anna Bertha Hermes nació el 18 de agosto de 1901 en Bickley, Kent. Sus padres, Louis August Hermes y Helene, nacida Gerdes, eran de Altena, cerca de Dortmund, Alemania. Alrededor de 1921 asistió a la Escuela de Arte Beckenham, y en 1922 se matriculó en la Escuela de Pintura y Escultura Brook Green de Leon Underwood, donde también estudiaron Eileen Agar, Raymond Coxon, Henry Moore y Blair Hughes-Stanton, con quien se casó en 1926. Se separaron en 1931 y se divorciaron en 1933. 
Hermes fue colaboradora de la efímera publicación Island (1931) editada por Joseph Bard. También fue ilustradora por encargo de la editorial Penguin Books.
Hermes expuso regularmente en la Royal Academy of Arts desde 1934, y en la Exposición Internacional de Venecia en 1939. En 1937, realizó un encargo para el Pabellón Británico de la Exposición Internacional de París. Vivió y trabajó en los Estados Unidos y Canadá desde 1940 hasta 1945. A su regreso a Inglaterra, enseñó grabado en madera y grabado en linóleo en la Central School of Art de Londres (ahora Central St Martin's) desde finales de la década de 1940 hasta principios de la década de 1950. También impartió dibujo en el zoológico de Londres. Desde 1966, enseñó en las Escuelas de la Royal Academy.
En 1949, fue elegida asociada de la Royal Society of Painter-Etchers and Engravers; en 1963, de la Royal Academy of Arts y académica en 1971. En 1961, recibió el primer premio en el concurso Giles Bequest en el Museo de Victoria y Albert por su grabado en linóleo Stonehenge. Fue nombrada OBE en 1981.
Su trabajo se encuentra en muchas colecciones públicas, incluyendo la Tate, y la National Portrait Gallery. Su trabajo también forma parte de colecciones privadas, incluyendo una aldaba de puerta "Swallow" de bronce (1926) en la colección de David Bowie.
Hermes sufrió un derrame cerebral severo en 1969, lo que supuso no poder trabajar. Murió en Bristol en 1983.

## Obras
- Spring bouquet, 1929, grabado en madera
- Leda and the Swan, 1932, sculpture
- The warrior's tomb, 1941, grabado en madera
- Bat and Spider, 1932, grabado en madera
- Other Cats and Henry, 1952, grabado en madera
- Kathleen Raine, 1954, escultura
- Peacock, 1961, escultura en bronce, para Ordsall High School in Salford

## Exposiciones
- 1967 Bronces y tallas, dibujos, grabados en madera, cortes de madera y bloques de linóleo, 1924–1967 Whitechapel Art Gallery
- 2008 North House Gallery.[8]

## Galería

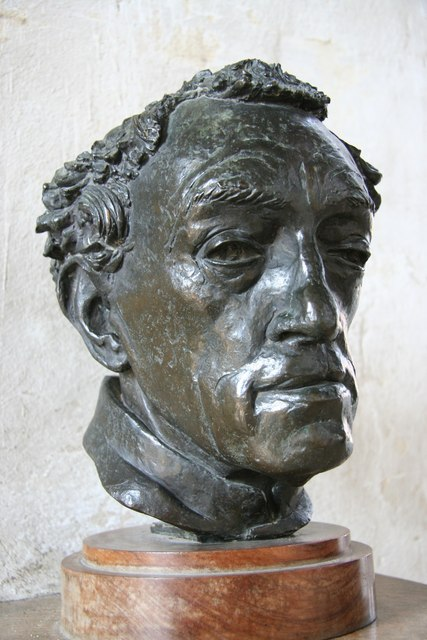